# Yale-Gletscher
Der Yale-Gletscher ist ein 30 km langer Gletscher im US-Bundesstaat Alaska. Er befindet sich im Chugach National Forest 125 km östlich von Anchorage.

## Geografie
Das Nährgebiet befindet sich auf einer Höhe von 2700 m in den Chugach Mountains flankiert von den Bergen Mount Witherspoon im Nordwesten und Mount Einstein im Südosten. Im Nordosten grenzt es an das Nährgebiet des Columbia-Gletschers. Der Yale-Gletscher strömt in westsüdwestlicher Richtung. Im Norden wird er von der Dora Keen Range flankiert, die ihn vom weiter nordwestlich verlaufenden Harvard-Gletscher trennt. Der Yale-Gletscher mündet schließlich in den College-Fjord, einer Seitenbucht des Prinz-William-Sunds. Die mittlere Gletscherbreite beträgt 2,4 km.

## Gletscherentwicklung
Der Yale-Gletscher ist im Rückzug begriffen. Seit dem Jahr 1937 zog sich die Gletscherzunge um 3,7 km aus der Bucht zurück.

## Namensgebung
Benannt wurde der Gletscher 1899 von der Harriman-Alaska-Expedition nach der Universität Yale.